# Ádám Szudi
Ádám Szudi (Szolnok, 29 januari 1996) is een Hongaars professioneel tafeltennisser. Hij speelt rechtshandig met de shakehandgreep.
Hij vertegenwoordigde zijn land op de Olympische Zomerspelen 2020 maar won geen medailles.

## Belangrijkste resultaten
- Brons in het mannen dubbelspel op de Europese kampioenschappen 2020 met Nándor Ecseki.